# Hylesia fulviventris
Hylesia fulviventris är en fjärilsart som beskrevs av Berg 1883. Hylesia fulviventris ingår i släktet Hylesia och familjen påfågelsspinnare. Inga underarter finns listade i Catalogue of Life.